# Puerto Vallarta Open 2025 - Doppio
Il doppio femminile del torneo di tennis professionistico Puerto Vallarta Open 2025, facente parte della categoria WTA 125 nell'ambito del WTA 125 2025, si è giocato dal 26 al 30 marzo 2025 a Puerto Vallarta, in Messico.
In finale Hanna Chang e Christina McHale hanno sconfitto Maya Joint e Ena Shibahara con il punteggio di 2-6, 6-2, [10-7].
Iryna Šymanovič e Renata Zarazúa erano le campionesse in carica, ma hanno scelto di non prendere parte a questa edizione del torneo.

## Teste di serie
1. Harriet Dart /  Monica Niculescu (quarti di finale)

1. Katarzyna Piter /  Heather Watson (quarti di finale)

## Tabellone

### Legenda
| - Q = Qualificato - WC = Wild card - LL = Lucky loser | - ALT = Alternate - SE = Special Exempt - PR = Protected Ranking | - w/o = Walkover - r = Ritirato - d = Squalificato |

|  | Quarti di finale | Quarti di finale        | Quarti di finale        | Quarti di finale | Quarti di finale |  |  | Semifinali | Semifinali              | Semifinali              | Semifinali                   | Semifinali |   |      | Finale | Finale                   | Finale | Finale | Finale |  |
|  |                  |                         |                         |                  |                  |  |  |            |                         |                         |                              |            |   |      |        |                          |        |        |        |  |
|  | 1                | H Dart M Niculescu      | H Dart M Niculescu      | 65               | 2                |  |  |            |                         |                         |                              |            |   |      |        |                          |        |        |        |  |
|  |                  | M Joint E Shibahara     | M Joint E Shibahara     | 7                | 6                |  |  |            | M Joint E Shibahara     | M Joint E Shibahara     | 6                            | 7          |   |      |        |                          |        |        |        |  |
|  |                  | O Kalašnikova A Kulikov | O Kalašnikova A Kulikov | 6                | 6                |  |  |            | O Kalašnikova A Kulikov | O Kalašnikova A Kulikov | 3                            | 62         |   |      |        |                          |        |        |        |  |
|  |                  | A Konjuh B Pera         | A Konjuh B Pera         | 4                | 3                |  |  |            |                         |                         |                              |            |   |      |        | Maya Joint Ena Shibahara | 6      | 2      | [7]    |  |
|  |                  | I Martins S Santamaria  | I Martins S Santamaria  | 3                | 0                |  |  |            |                         |                         | Hanna Chang Christina McHale | 2          | 6 | [10] |        |                          |        |        |        |  |
|  |                  | E Appleton Q Gleason    | E Appleton Q Gleason    | 6                | 6                |  |  |            | E Appleton Q Gleason    | 6                       | 3                            | [8]        |   |      |        |                          |        |        |        |  |
|  |                  | H Chang C McHale        | H Chang C McHale        | 6                | 6                |  |  |            | H Chang C McHale        | 0                       | 6                            | [10]       |   |      |        |                          |        |        |        |  |
|  | 2                | K Piter H Watson        | K Piter H Watson        | 1                | 4                |  |  |            |                         |                         |                              |            |   |      |        |                          |        |        |        |  |